# Соколов, Александр Борисович (легкоатлет)
Алекса́ндр Бори́сович Соколо́в, также известен по фамилии Горемы́кин (род. 3 марта 1971, Калининград) — советский и российский легкоатлет, специалист по бегу на короткие дистанции. Выступал за сборные СССР, СНГ и России по лёгкой атлетике в 1988—1995 годах, обладатель бронзовой медали чемпионата Европы в помещении, чемпион мира среди юниоров, многократный победитель и призёр первенств национального значения, действующий рекордсмен России в эстафете 4 × 100 метров, участник ряда крупных международных турниров, в том числе чемпионатов мира 1991 года в Токио и 1995 года в Гётеборге. Представлял Калининградскую область. Мастер спорта международного класса.
Протоиерей Русской православной церкви, настоятель Храма Святого Александра Невского в Калининграде.

## Биография
Александр Соколов родился 3 марта 1971 года в Калининграде, куда его родители переехали из Волгоградской области.
Занимался лёгкой атлетикой в калининградской Спортивной школе олимпийского резерва № 4, окончил Калининградский государственный университет.
Впервые заявил о себе на международном уровне в сезоне 1988 года, когда вошёл в состав советской национальной сборной и выступил на юниорском мировом первенстве в Садбери, где в финале бега на 200 метров финишировал шестым.
В 1990 году на юниорском мировом первенстве в Пловдиве одержал победу в дисциплине 200 метров и стал серебряным призёром в эстафете 4 × 100 метров. Позже на чемпионате Европы в Сплите вместе со своими соотечественниками Иннокентием Жаровым, Владимиром Крыловым и Олегом Фатуном занял четвёртое место в эстафете 4 × 100 метров, установив при этом ныне действующий национальный рекорд России в данной дисциплине — 38,46.
В 1991 году занял второе место в эстафете 4 × 100 метров на Кубке Европы во Франкфурте, с явным преимуществом победил в беге на 200 метров на чемпионате страны в рамках X летней Спартакиады народов СССР в Киеве, стартовал на чемпионате мира в Токио.
В 1992 году был лучшим на дистанции 200 метров на зимнем чемпионате СНГ в Москве, в той же дисциплине завоевал бронзовую медаль на чемпионате Европы в помещении в Генуе. На летнем чемпионате России в Москве так же получил золото в беге на 200 метров. Находясь на пике своей спортивной формы, получил травму ахиллова сухожилия и вынужден был надолго прервать карьеру.
В 1995 году уже под фамилией Соколов показал третий результат в беге на 200 метров на Кубке Европы в Лилле, был лучшим на чемпионате России в Москве, принимал участие в чемпионате мира в Гётеборге.
На чемпионате России 1996 года в Санкт-Петербурге стал серебряным призёром на дистанции 200 метров. Находился в числе основных претендентов на участие в Олимпийских играх в Атланте, однако, по собственному признанию, почувствовал опустошение и, чтобы не подводить страну, вновь ушёл из спорта.
В 2000 году вернулся к соревновательной практике, в составе команды Калининградской области выиграл серебряную медаль в эстафете 4 × 100 метров на чемпионате России в Туле.
В 2001 году получил серебряную награду в эстафете 4 × 200 метров на зимнем чемпионате России в Москве, победил в эстафете 4 × 100 метров на летнем чемпионате России в Туле.
После завершения спортивной карьеры окончил Смоленскую духовную семинарию и стал священником Русской православной церкви. 12 марта 2003 года рукоположен в диакона, 7 апреля — в иерея. Руководил строительством Храма Святого Александра Невского в Калининграде, в течение многих лет является его настоятелем.